# Bagnile
Bagnile is een plaats (frazione) in de Italiaanse gemeente Cesena.